# Lengefeld
Lengefeld ist eine einstige Bergstadt an der Silberstraße im mittleren Erzgebirge in Sachsen. Der Ort trägt auch den Beinamen „Stadt zwischen den drei Talsperren“. Am 1. Januar 2014 bildete die Stadt Lengefeld gemeinsam mit der Gemeinde Pockau die Stadt Pockau-Lengefeld. Im nahegelegenen Ortsteil Kalkwerk arbeitete das letzte Bergwerk Sachsens bzw. der deutschen Seite des Erzgebirges mit Schachtförderung.

## Geografie

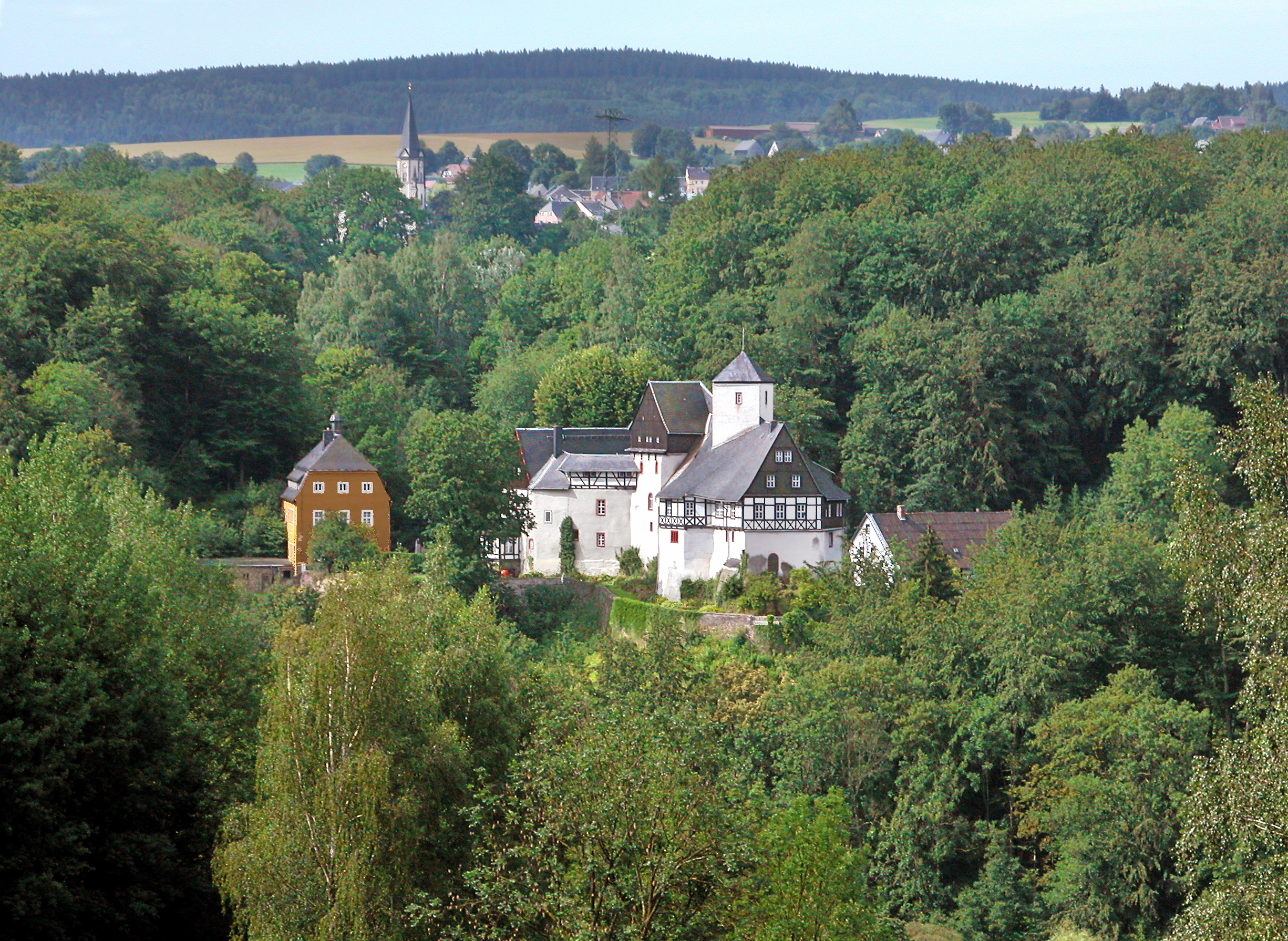
Blick über Schloss Rauenstein nach Lengefeld

Die Stadt liegt auf einem Höhenzug westlich des Flöhatals. Der niedrigste Punkt des Stadtgebietes liegt mit 373 m ü. NN im Flöhatal in der Nähe des Ortsteils Rauenstein, der höchste Punkt ist mit 686 m ü. NN der Gipfel des Adlersteins. Lengefeld liegt in der Mitte des Talsperren-Dreiecks zwischen der oberen und unteren Neunzehnhainer sowie der Saidenbach-Talsperre (der größten der drei), die als Trinkwasserspeicher insbesondere für die Region um Chemnitz genutzt werden.
Das radiale Waldhufendorf Wünschendorf liegt nordwestlich der Stadt Lengefeld. Nördlich von Wünschendorf befindet sich die Siedlung Stolzenhain. Nordöstlich auf der anderen Seite der Flöha liegen Reifland und Lippersdorf. Südlich und südwestlich der Stadt liegen das Kalkwerk, das Vorwerk und das Obervorwerk.
Westlich von Lengefeld erstreckt sich ein großes, zusammenhängendes Waldgebiet, der Bornwald/Heinzewald. Das Gebiet ist gut durch Wanderwege erschlossen. Die Stadt ist ca. 25 km von Chemnitz, 25 km von Freiberg und 25 km von der Grenze zu Tschechien (Grenzübergang Reitzenhain) entfernt.

### Nachbarorte
| Grünhainichen | Borstendorf                                 | Eppendorf |
| Börnichen     | Kompassrose, die auf Nachbargemeinden zeigt | Pockau    |
| Heinzebank    | Marienberg                                  |           |

### Ortsteile

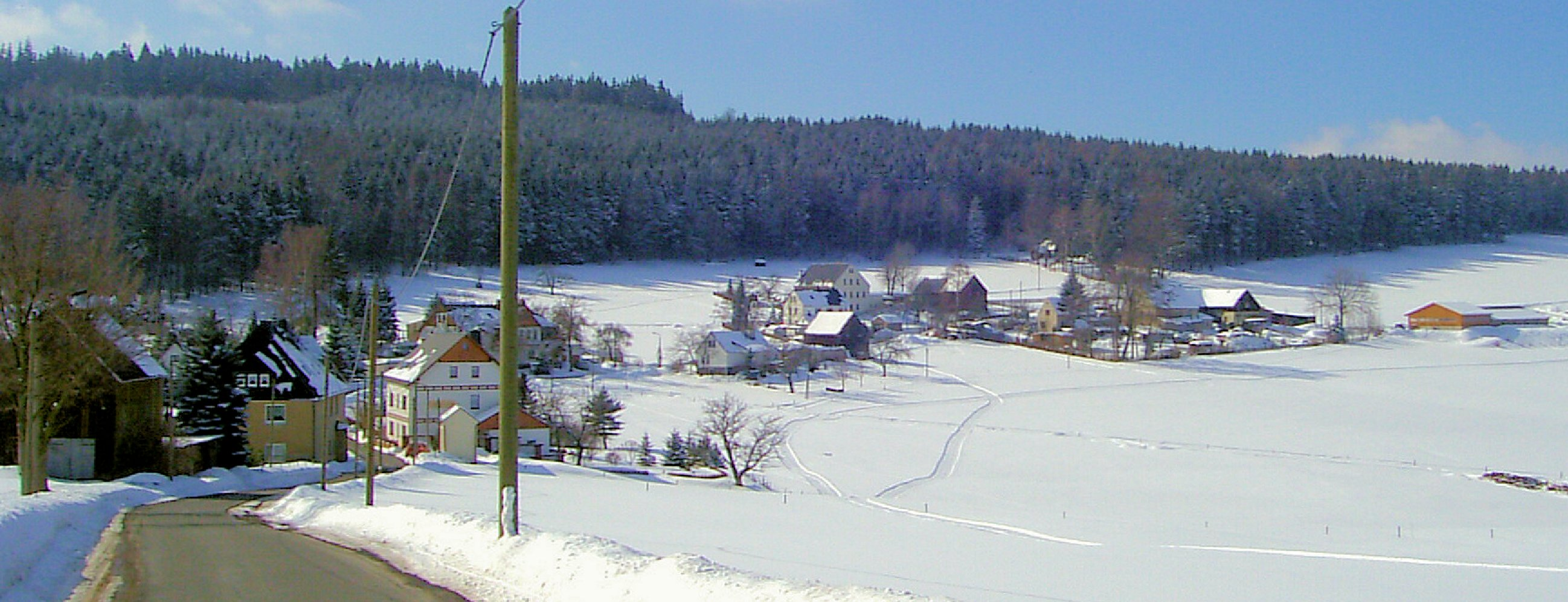
Ortsteil Vorwerk

| - Kalkwerk - Lippersdorf - Obervorwerk - Rauenstein | - Reifland - Stolzenhain - Vorwerk - Wünschendorf |

## Geschichte

### Lengefeld mit Rauenstein, Kalkwerk und Obervorwerk

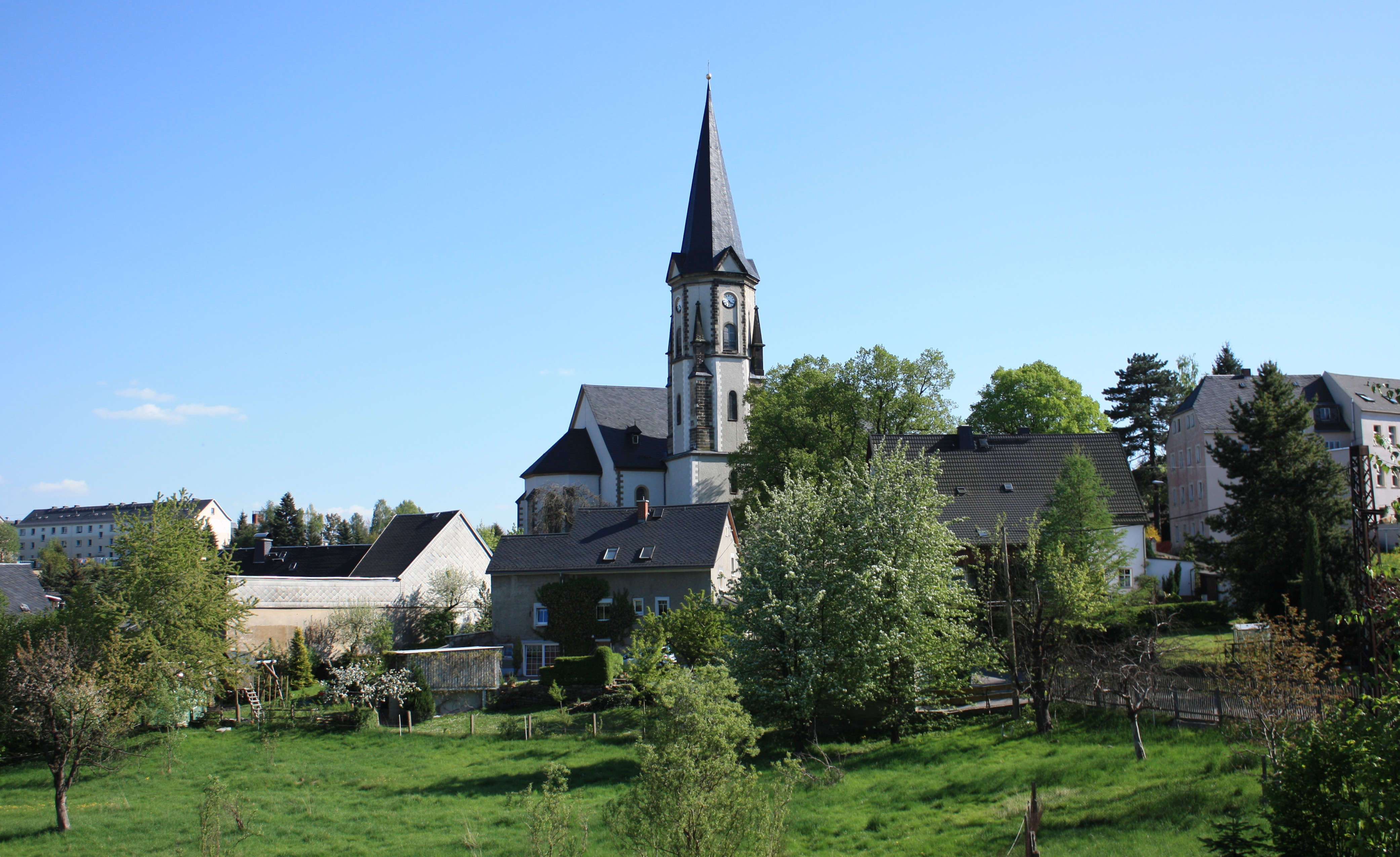
Lengefeld mit Kirche

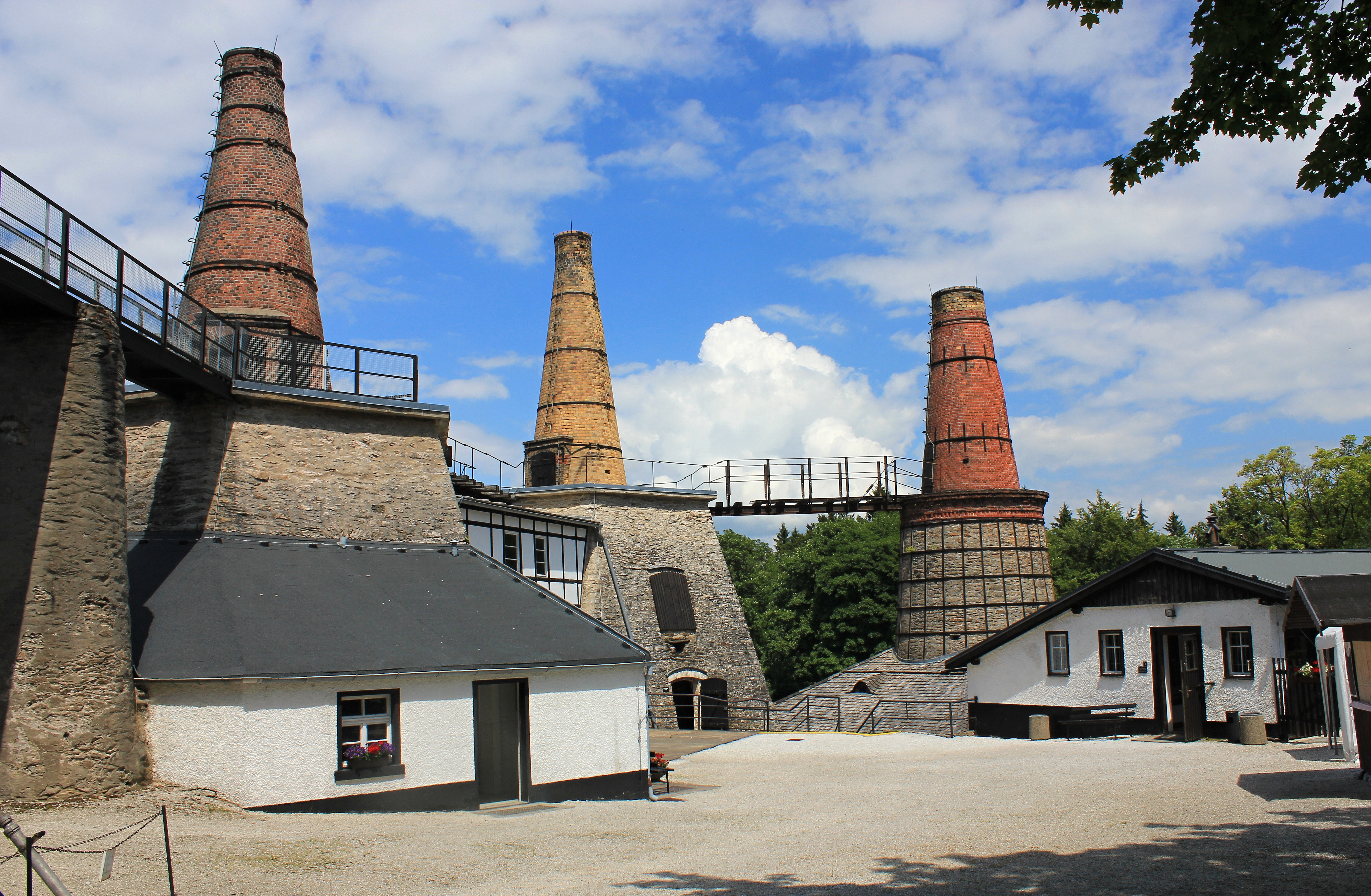
Kalkwerk

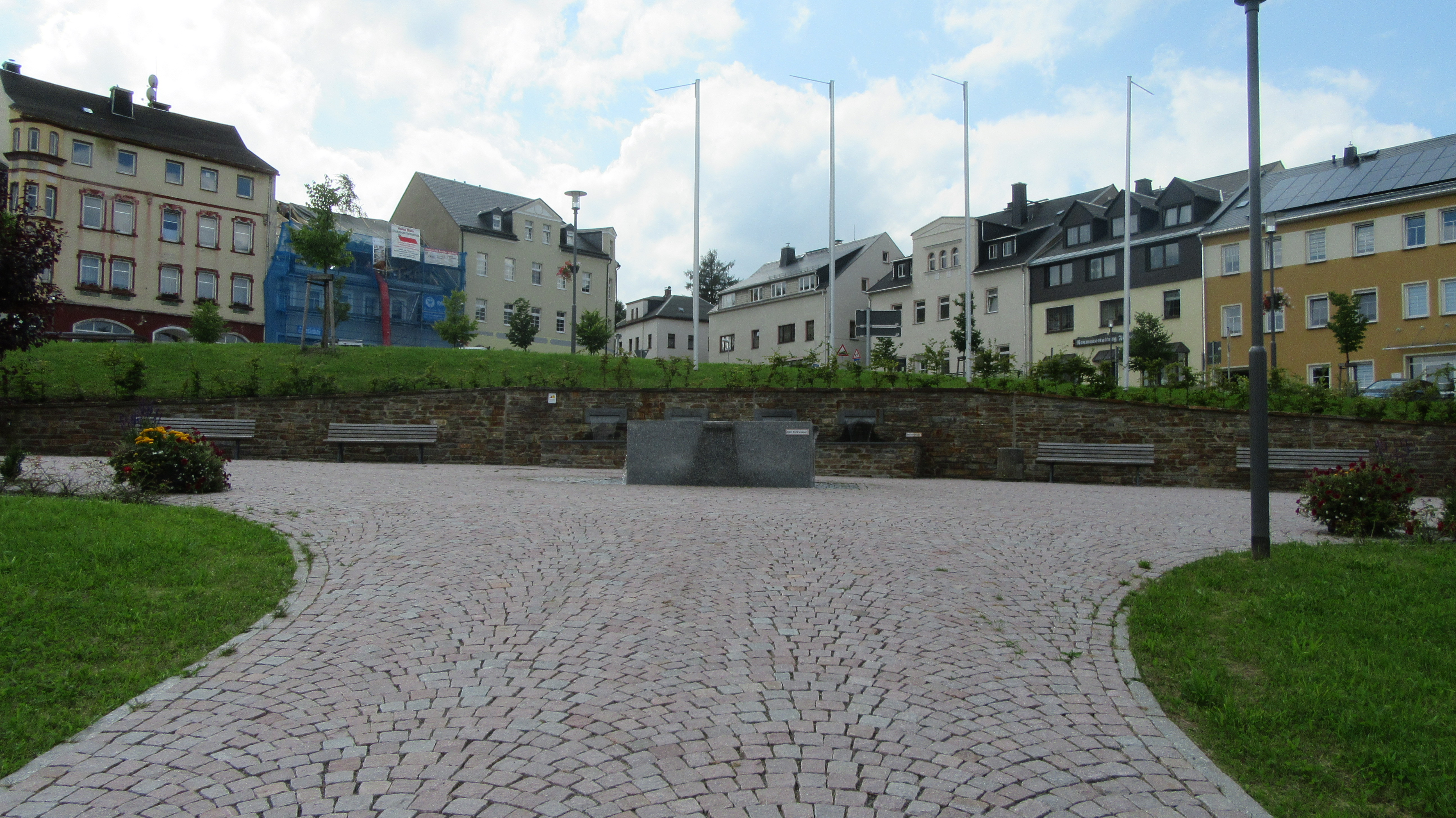
Marktplatz

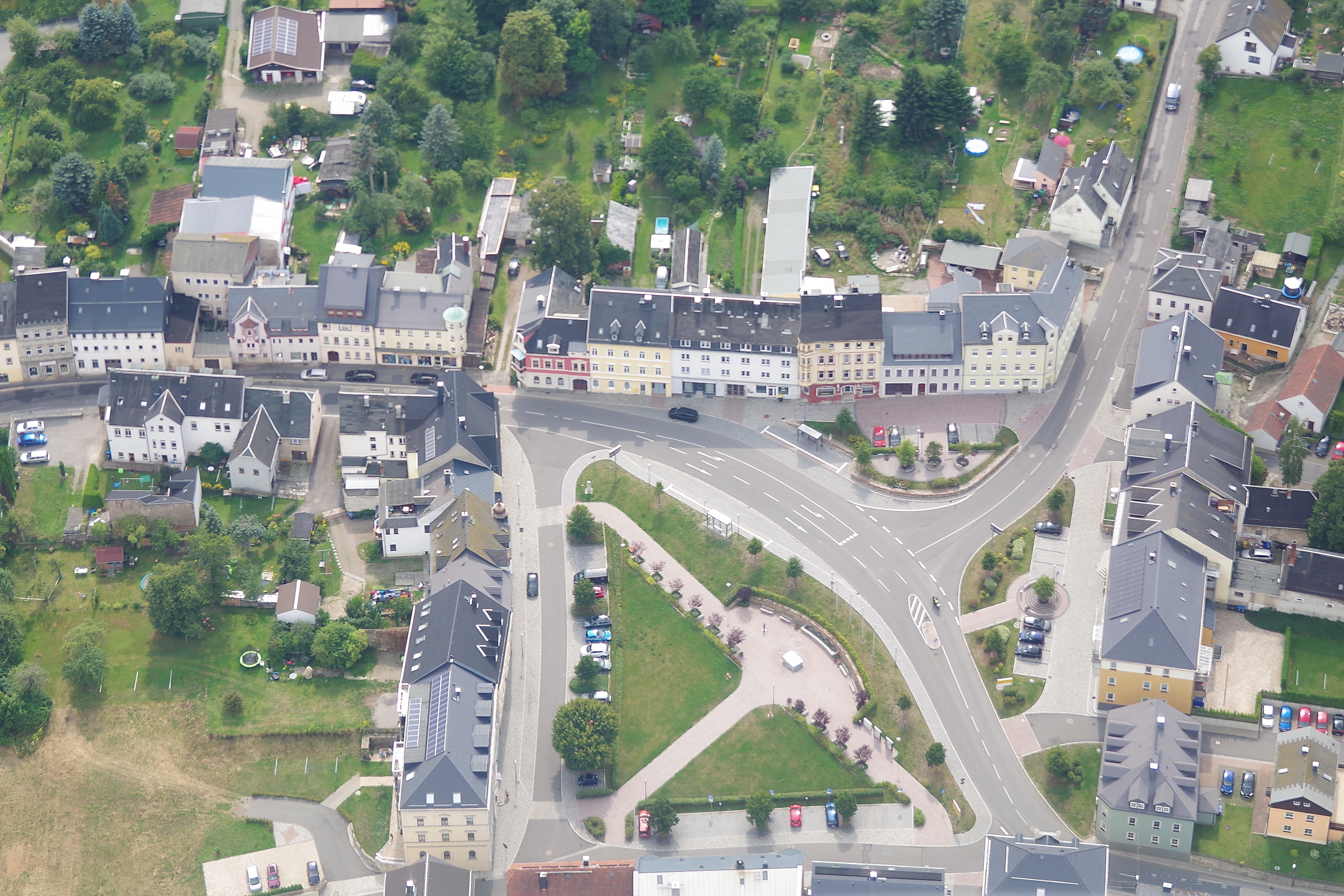
Luftaufnahme der Marktplatzes

1360 wurde Lengefeld erstmals als Lenginfelt und 1369 als Lengefeld urkundlich erwähnt, die Burg Rauenstein bereits 1323.
Die Herren der Burg Rauenstein gründeten 1522 die Bergstadt Lengefeld mit viereckigem Marktplatz-Grundriss. Im Bereich des Ortsteils Kalkwerk wurden Silber, Eisen und Kalkstein gefördert, ohne dabei an die Fundmengen in Annaberg oder Marienberg heranzureichen. 1813 verlor Lengefeld die Bergrechte. Die letzte Erzgrube wurde 1851 geschlossen. Anfang der 1940er Jahre wurden Zinkblende und Bleiglanz gefunden. Nach dem Zweiten Weltkrieg suchte die Sowjetisch-Deutsche Aktiengesellschaft Wismut (SDAG Wismut) in den Stollen nach Uran. Die Ausbeute war aber zu gering, das Unternehmen wurde aufgegeben. Es blieb die Kalksteinförderung – von 1528 bis Dezember 2016. Die „GEOMIN Erzgebirgische Kalkwerke GmbH“ wird den Standort Lengefeld als Aufbereitungsort für die im Kalkwerk Hammerunterwiesenthal gewonnenen Rohstoffe jedoch weiter betreiben. Die Grubenbereiche sollen in den nächsten Jahren verwahrt werden.
Mit der Reformation 1539 blieb Lengefeld eine eigenständige Parochie. 1541 wurde erstmals eine Lateinschule erwähnt. Die Bewohner des Erzgebirges – so auch in Lengefeld – mussten sich nach der kurzen Blüte des Bergbaus („Berggeschrey“) um andere Erwerbszweige bemühen. Dies war wie in Schlesien die Leineweberei. Schon 1587 wurde hier die erste Innung gegründet. Bis zu 450 Hausweber gingen in Lengefeld dieser Tätigkeit um 1900 nach. Die Stadt besaß vielfältige Handwerksbetriebe, u. a. Fleischer, Schuhmacher, Hutmacher, Schlosser, Tischler, Wagner, Schneider, Schmiede, Holzschleifer.
Um 1835 wurden Stadt und Dorf Lengefeld vereinigt. Beide Orte gehörten bis 1856 zum Amt Wolkenstein. 1845 und 1846 wurden die Straßen nach Marterbüschel und zum Heinzewald ausgebaut, in diesem Zusammenhang wurde das Wolkensteiner Tor abgerissen. 1855 begann der Bau von Johnsdorf (heute Obervorwerk). Das Kalkwerk Lengefeld kam 1859 von der Gemarkung Lauterbach nach Lengefeld. Die Freiwillige Feuerwehr wurde 1874 gegründet. Mit der Eröffnung der Flöhatalbahn 1875 erhielt Lengefeld in Pockau Anschluss ans Eisenbahnnetz. Ein Kirchenneubau wurde 1886 eingeweiht. 1898 wurde eine Hochdruckwasserleitung verlegt. Das Elektrizitätswerk lieferte erstmals am 14. Dezember 1903 Strom.
Neben der Baumwollweberei war aber der Leuchtenbau der größte Betrieb der Stadt. 1906 gegründet, hatte dieses Werk zeitweise 1.000 Beschäftigte und belieferte das Gebiet der DDR mit Wohnraumleuchten. Der Nachfolgebetrieb produzierte bis 1999. Im Ortsteil Marterbüschel wurde 1914 durch Hermann Lorenz die Gemeinschaft in Christo Jesu gegründet. Eine Sprungschanze wurde 1924 im Ortsteil Vorwerk errichtet und 1929 wurde das Schwimmbad eröffnet. In den Jahren 1929 bis 1933 erfolgte der Bau der Saidenbachtalsperre. 1939 wurde eine neue Schule eingeweiht. In den Jahren 1944 und 1945 wurden im Schloss Rauenstein und im Kalkwerk Bestände des Deutschen Buch- und Schriftmuseums Leipzig sowie der Deutsche Bücherei Leipzig und aus den Staatlichen Kunstsammlungen Dresden eingelagert.
Der Forellenzuchtbetrieb stellte 1998 seinen Betrieb ein. Nach der politischen Wende entstanden neue Betriebe und bestehende wurden renoviert. Auch die überregional bekannte Haflingerzucht ist heute wieder selbständig.
Lippersdorf, Reifland und Wünschendorf wurden am 1. Januar 1999 eingemeindet.
Beim Jahrhunderthochwasser im Sommer 2002 wurde die Flöha-Brücke weggespült und dadurch die Stadt geteilt. Außer im Ortsteil Rauenstein gab es in der Stadt jedoch keine größeren Schäden.
Am 1. Januar 2014 schloss sich Lengefeld mit Pockau zur neuen Stadt Pockau-Lengefeld zusammen.
Lengefeld war bis 2018 staatlich anerkannter Erholungsort.

### Einwohnerentwicklung
Folgende Einwohnerzahlen der selbstständigen Stadt Lengefeld beziehen sich auf den 31. Dezember des voranstehenden Jahres:
| 1982 bis 1988 - 1982 – 5682 - 1983 – 5697 - 1984 – 5736 - 1985 – 5653 - 1986 – 5629 - 1987 – 5603 - 1988 – 5628 | 1989 bis 1995 - 1989 – 5553 - 1990 – 5363 - 1991 – 5281 - 1992 – 5242 - 1993 – 5246 - 1994 – 5217 - 1995 – 5149 | 1996 bis 2002 - 1996 – 5106 - 1997 – 5087 - 1998 – 5039 - 1999 – 5045 - 2000 – 5029 - 2001 – 5022 - 2002 – 4986 | 2003 bis 2009 - 2003 – 4910 - 2004 – 4874 - 2005 – 4819 - 2006 – 4670 - 2007 – 4638 - 2008 – 4567 - 2009 – 4501 | 2010 bis 2013 - 2010 – 4450 - 2011 – 4389 - 2012 – 4341 - 2013 – 4224 |

 Quelle: Statistisches Landesamt des Freistaates Sachsen

## Gedenkstätten
- Gedenkstein von 1955 für die 60 örtlichen Opfer des Faschismus in den Parkanlagen am Markt; seit 1992 um einen Stein für Opfer des Stalinismus ergänzt

## Politik

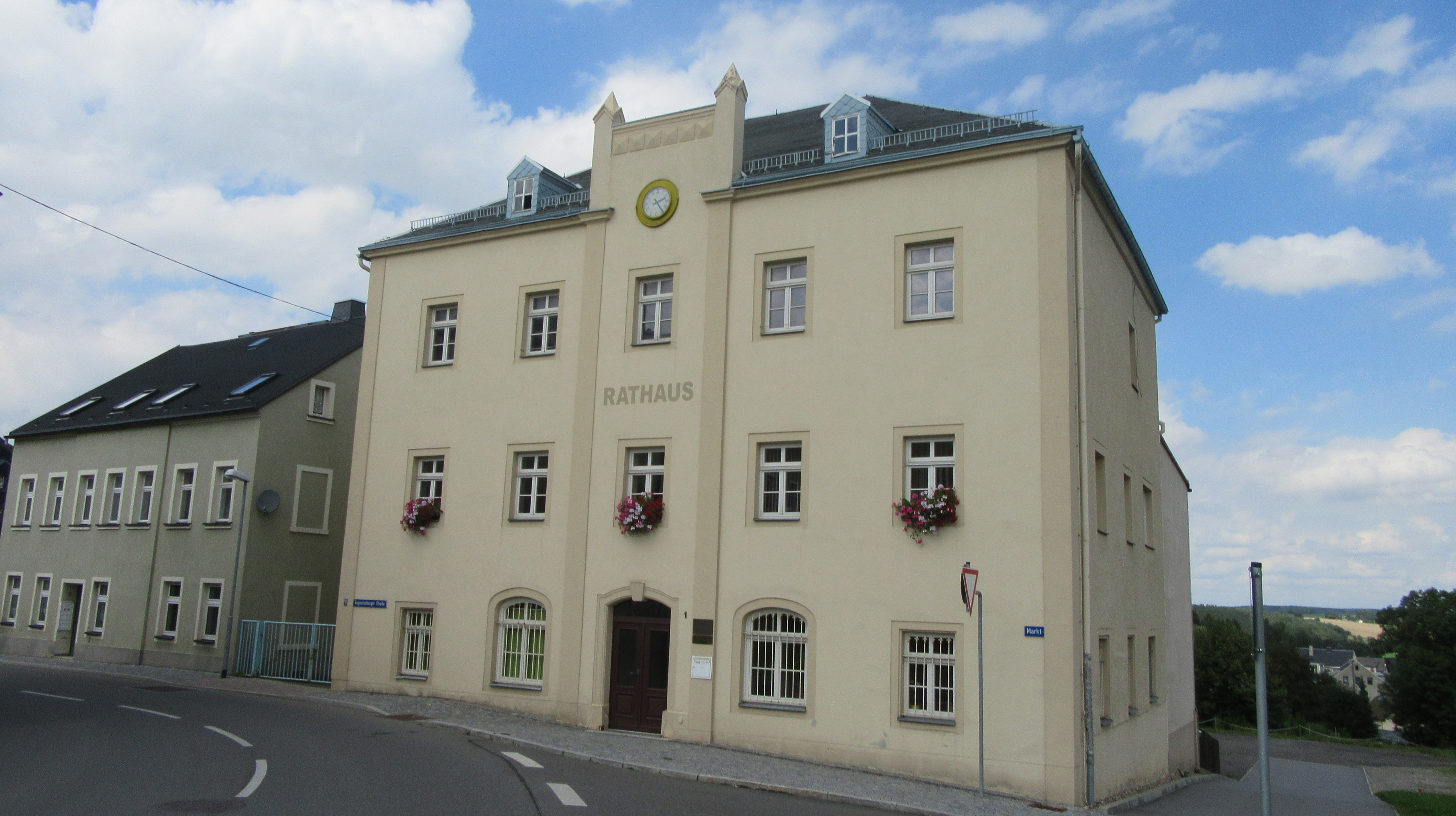
Rathaus

### Bürgermeister
- 1994–1999: Rolf Kunze (Wählervereinigung)
- 1999–2013: Ingolf Wappler

### Wappen
Blasonierung: In Gold drei schwarze Pfähle, überdeckt mit silbernen gekreuzten Schlägel und Eisen; dieses Symbol führen nur 10 Orte im Erzgebirge.

### Städtepartnerschaften
- Ilshofen in Baden-Württemberg (seit 1990)
- Osek (Ossegg) in Nordböhmen (in Planung)

### Sonstige Patenschaften
Lengefeld unterhält eine Patenschaft mit der 5. Kompanie des Panzergrenadierbataillons 371 im benachbarten Marienberg.
Die Patenschaft besteht seit 1999 und geht auf aktive Initiative von Bürgermeister Wappler zurück.

## Kultur und Sehenswürdigkeiten
- Marktplatz
- Burg Rauenstein
- Stadtbad Lengefeld

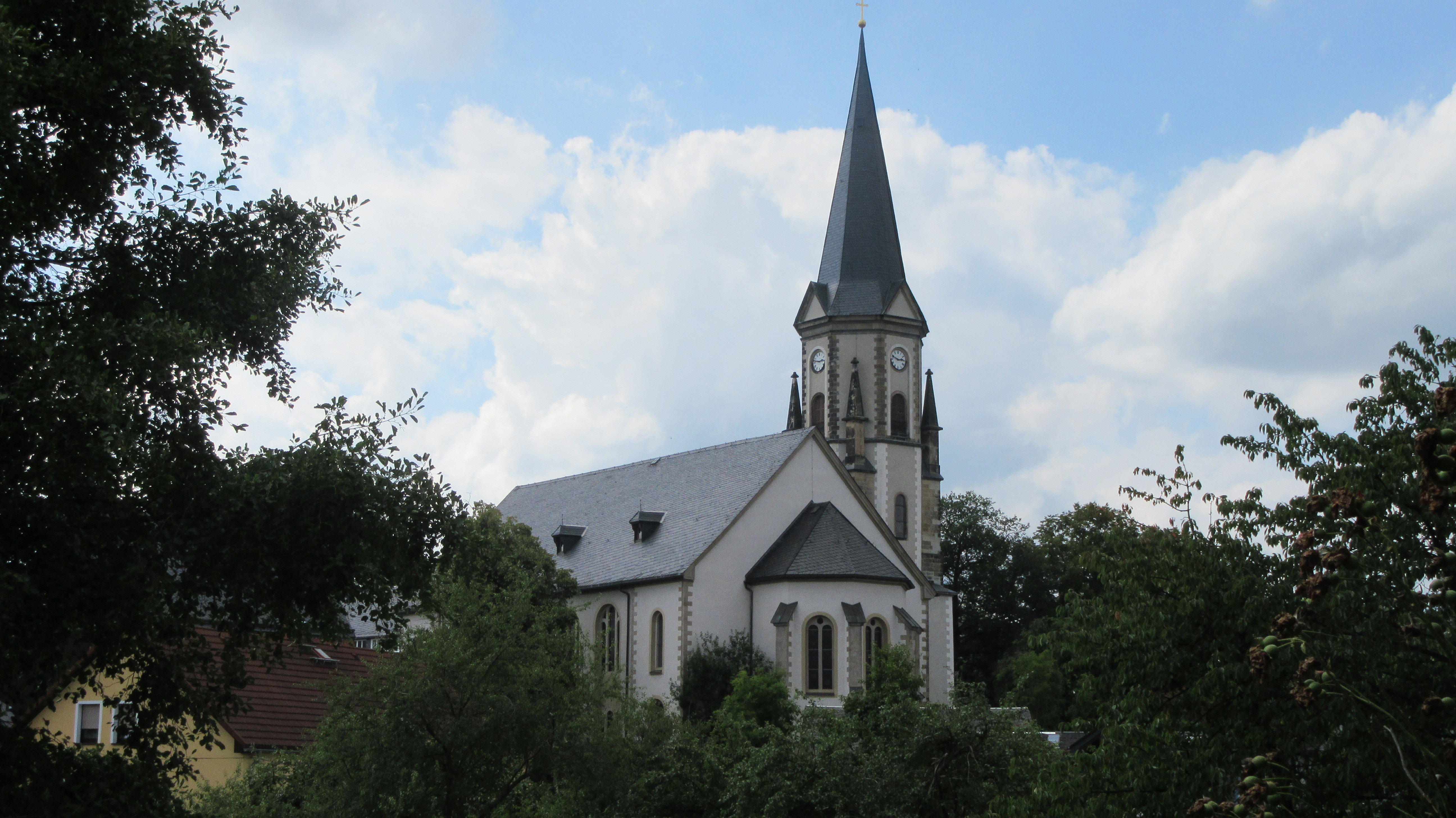
Kirche zum Heiligen Kreuz

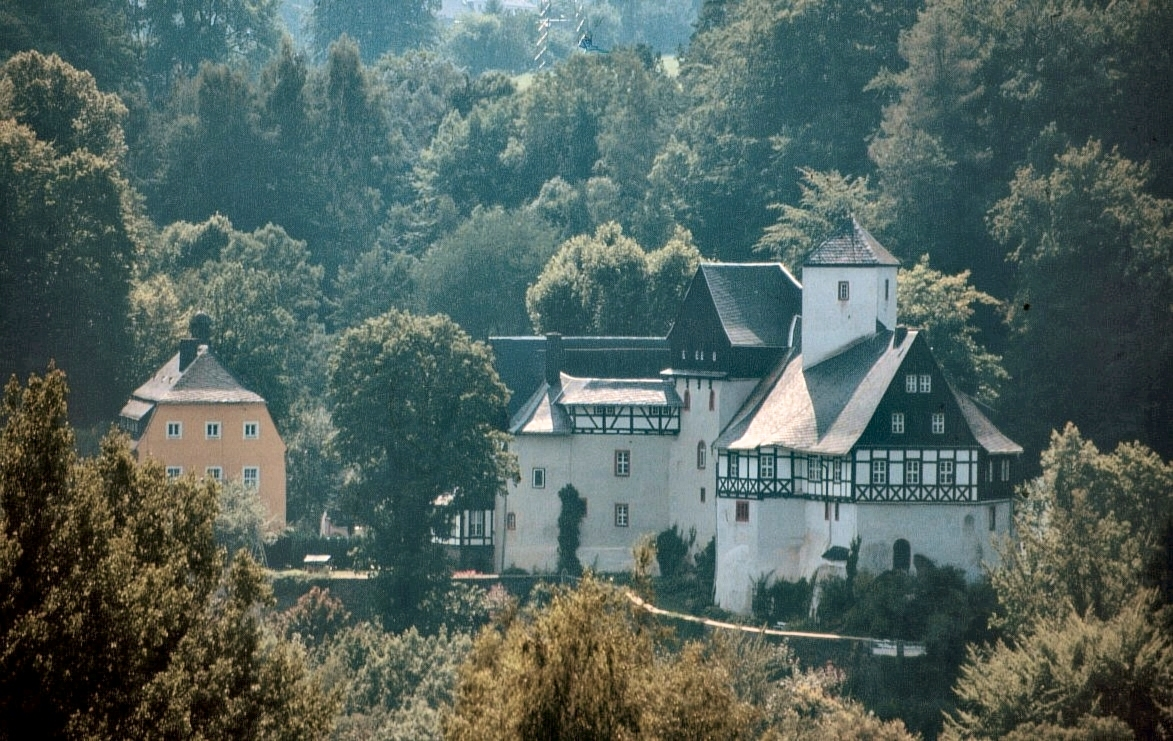
Burg Rauenstein

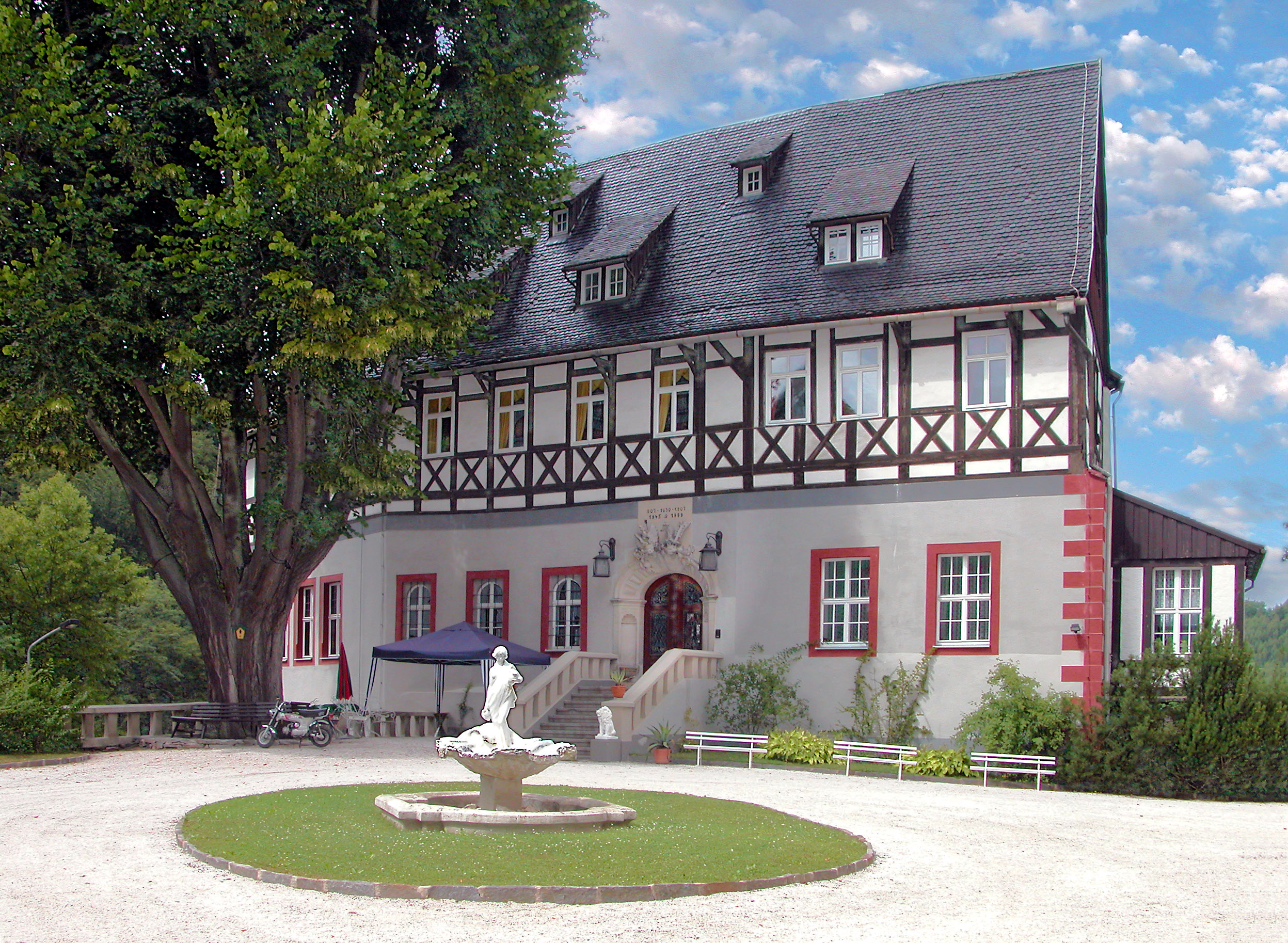
Schloss Rauenstein von Süden

Die heutige Kirche stammt von 1885/1886 mit Orgel von Zacharias Hildebrandt, die 1726 vollendet wurde und den Brand des Vorgängerbaus überstand. Eine Grabplatte des um die Wende zum 17. Jahrhundert etwa 40 Jahre in Lengefeld tätig gewesenen Pfarrers Pancratius Himmelreich  ist erhalten und im Umgang hinter dem Altarbild zu sehen. Die Orgel wurde 2010 bis 2014 saniert. Dabei wurde ihr Zustand von 1726 wiederhergestellt. Neben der Kirche steht ein Standbild Martin Luthers, das in der Zeit der Entstehung der Kirche entstand.
Museum Kalkwerk
Das Technische Museum Kalkwerk mit einer Ausstellung über die Einlagerung der Dresdner Kunstschätze kurz vor Kriegsende und den Abtransport der Schätze in die Sowjetunion als Kriegsbeute befindet sich im historischen Kalkwerk. Im Sommer blühen auf der Bruchsohle im Museum viele seltene Orchideen. In der Adventszeit kann man Mettenschichtfeiern besuchen.

## Wirtschaft und Infrastruktur

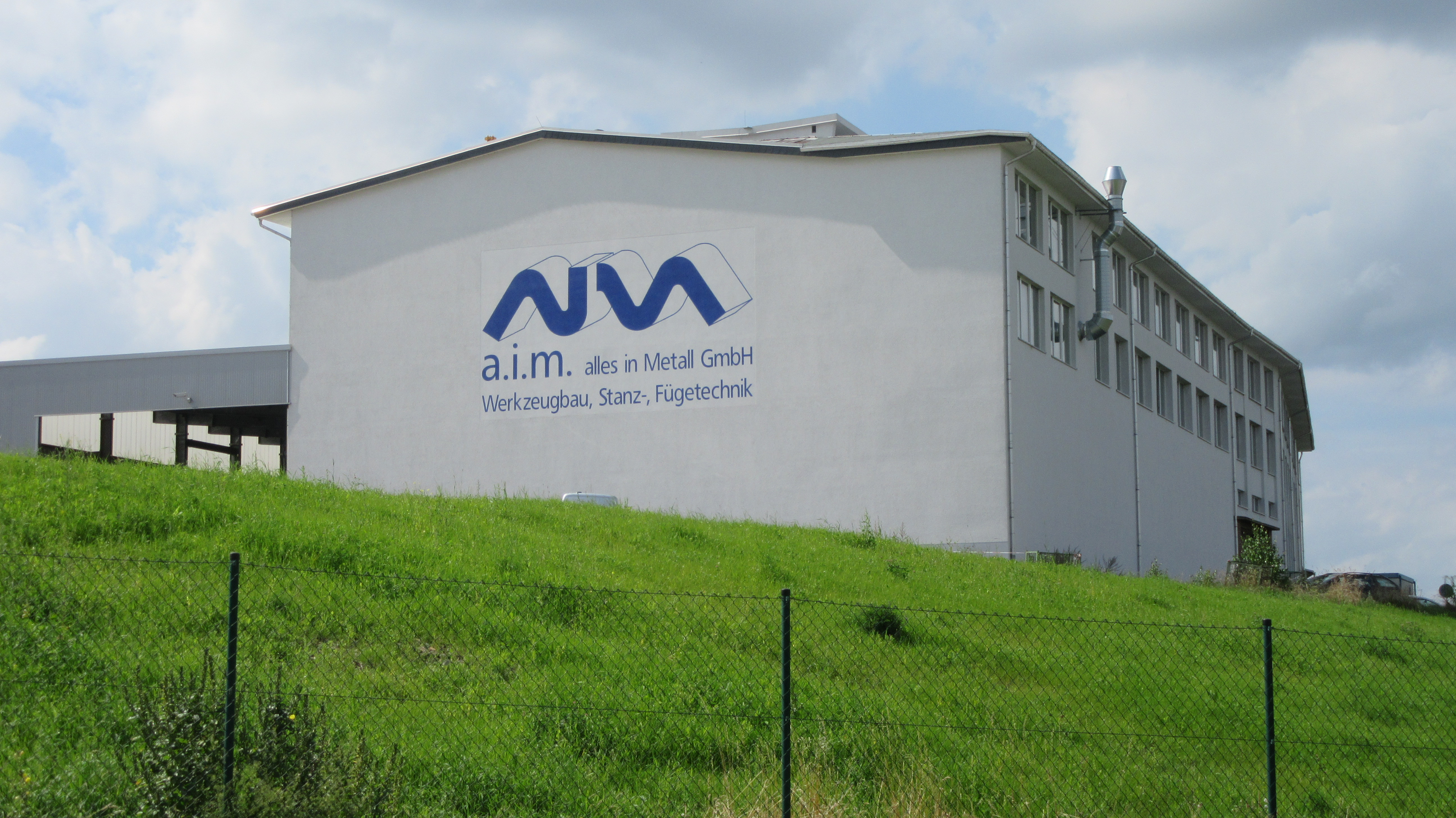
Betriebsgebäude der a.i.m. Stanz- und Fügetechnik GmbH – ehem. VEB Leuchtenbau

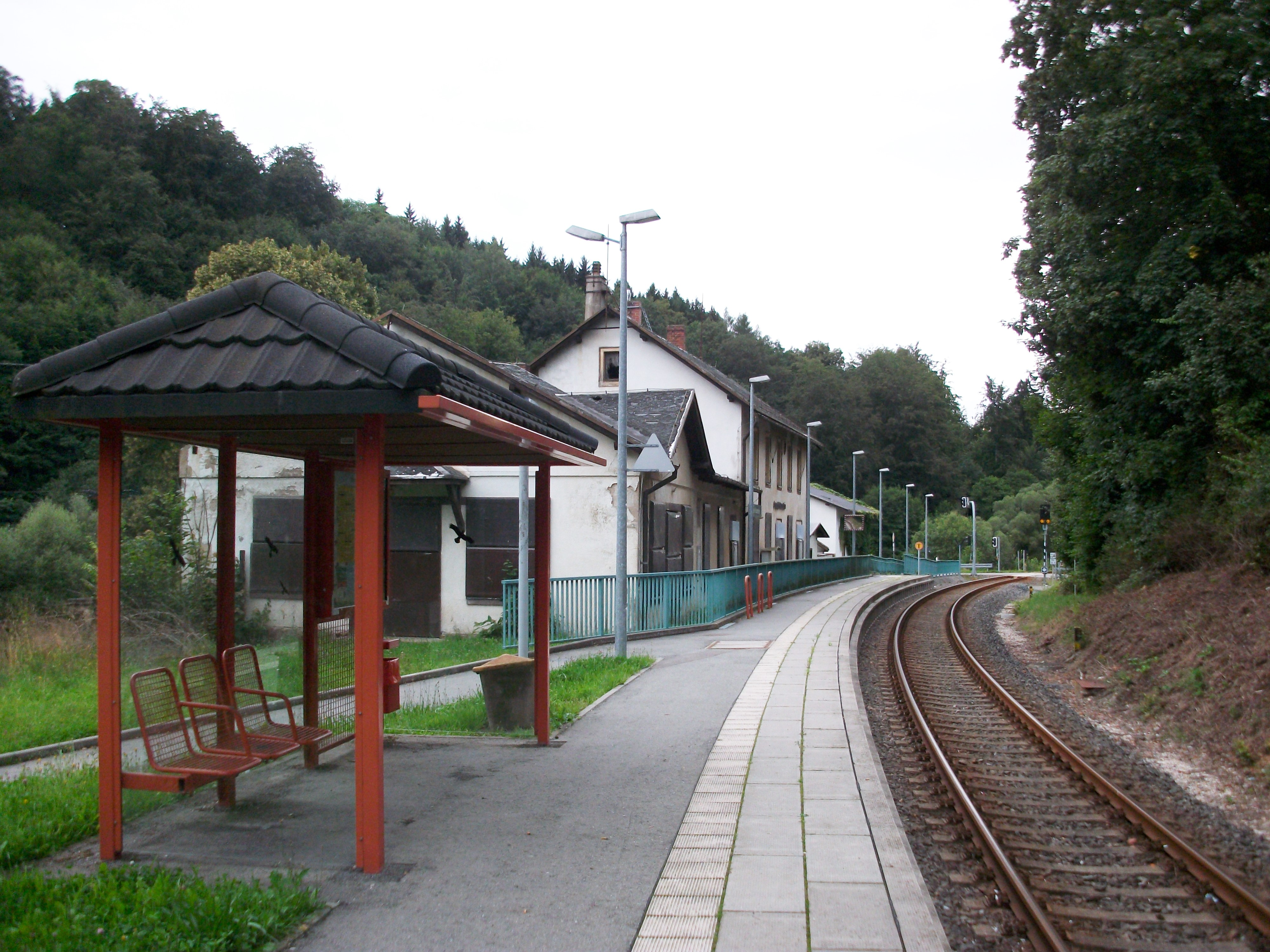
Haltepunkt Lengefeld-Rauenstein

### Ansässige Unternehmen
- GEOMIN Erzgebirgische Kalkwerke GmbH
- paper + design GmbH (Papierservietten und Tischtücher)
- a.i.m. Stanz- und Fügetechnik GmbH
- PWO Werkzeugbau Oertel GmbH
- Maschinenbau Stankus
- Bruno Wagner und Söhne Metallwarenfabrik

sowie weitere Handwerksbetriebe, Speditionen, Land- und Forstwirtschaftsbetriebe.

### Verkehrsanbindung
Der Bahnhof Pockau-Lengefeld sowie die Haltepunkte Lengefeld-Rauenstein und Reifland-Wünschendorf liegen an der Bahnstrecke Flöha–Marienberg/Olbernhau. An den Stationen hält die Linie RB 81 Chemnitz–Olbernhau-Grünthal der Erzgebirgsbahn Montag bis Freitag im Stundentakt, am Wochenende im Zweistundentakt.
Lengefeld liegt in der Nähe des Kreuzes der Bundesstraßen 101 (Freiberg – Annaberg-Buchholz) und 174 (Chemnitz – Marienberg – Prag).

### Bildung
In der Stadt gibt es zwei Kindertagesstätten, zwei Grundschulen und eine Oberschule.

## Persönlichkeiten
- Karl Leberecht Krutzsch (1772–1852), Forstwissenschaftler
- Daniel Amadeus Neander (1775–1869), Bischof in Berlin
- Hermann Zimmermann (1856–1902), Amtsgerichtsrat und Mitglied des Preußischen Abgeordnetenhauses
- Siegfried Zehme (1864–1940), evangelisch-lutherischer Theologe, Missionar der Leipziger Mission in Indien und Lehrer
- Hermann Schubert (1886–1938), Politiker (KPD)
- Walter Findeisen (1903–1986), Heimatschriftsteller und Verleger
- Ecke von Zezschwitz (1922–2003), Bodenkundler, Agrikulturchemiker und Geologe
- Gisela Glende, geborene Trautzsch (1925–2016), Politikerin (SED) und Funktionärin
- Iris Wittig (1928–1978), Militärpilotin
- Konrad Mauersberger (* 1938), Physiker
- Ines Geißler (* 1963), Olympiasiegerin von 1980 über 200 m Schmetterling
- Janice Jakait (* 1977), Extremsportlerin und Buchautorin